# Valdir José de Castro
Valdir José de Castro SSP, né à Santa Bárbara d'Oeste le 14 février 1961, est l'évêque du diocèse de Campo Limpo (de) au Brésil depuis le 14 septembre 2022,, et ancien supérieur général de la Société de saint Paul de 2015 à 2022.

## Biographie
José Valdir de Castro né à Santa Bárbara d'Oeste, dans la région métropolitaine de Campinas, État de São Paulo est le fils de Therezinha Zuccolo, d'origine italienne, et de Francisco Pereira de Castro, portugais, qui ont eu trois autres enfants.
Le 5 février 1979, il entre au séminaire de la Société de saint Paul à São Paulo. La communauté paulinienne de São Paulo a été la première à être fondée hors d'Europe, en 1931. Il prononce ses premiers vœux le 11 février 1981 et fait sa profession perpétuelle le 25 octobre 1987. Le 12 décembre de la même année, il est ordonné prêtre dans sa ville natale, par Eduardo Koaik (en).
Il est étudiant en master de philosophie de 1988 à 1991, puis abandonne pour faire une spécialisation en spiritualité à l'Université pontificale grégorienne de Rome. De retour au Brésil, en 1994, il devient rédacteur en chef de l'espace jeunesse de "Paulus", une maison d'édition détenue par la Société de saint Paul.
De 1995 à 2001, il est supérieur de la communauté paulinienne de Caxias do Sul, à Rio Grande do Sul et, pendant cette période, il exerce d'autres activités en même temps : conseiller provincial (1996-2000), maître des novices (1997-2000) et sort diplômé en journalisme de l'Université de Caxias do Sul en 2000.
Depuis 2000, il est vicaire provincial (jusqu'en 2004) et Directeur Général de l'Apostolat (jusqu'en 2007). En 2004, il obtient une maîtrise en communication et marketing de la Faculdade Cásper Líbero, à São Paulo, et est également membre du Comité technique international de l'apostolat de 2004 à 2007. 
En 2006, il est élu supérieur provincial des pauliniens de la province Argentine-Chili-Pérou et président du Centre Iberoamericain des Éditions Pauliniennes (CIDEP), un organisme qui regroupe les éditeurs pauliniens d'Amérique latine et de la péninsule ibérique. Dans l'exercice de cette fonction, il rencontre parfois Jorge Mário Bergoglio, aujourd'hui pape François, alors cardinal-archevêque de Buenos Aires.
De retour au Brésil en 2011, il est nommé directeur adjoint de la Faculté Paulinienne de technologie et de communication (FAPCOM). Le 30 juillet 2012, il est nommé supérieur provincial de la Province du Brésil. En 2013, il prend la direction de la FAPCOM.
Le 4 février 2015, lors du dixième Chapitre général de la Société de Saint Paul, Valdir José de Castro est élu supérieur général de la congrégation, devenant le septième successeur du Bienheureux Fondateur Giacomo Alberione et le premier non italien à assumer cette fonction. Il succède au père Silvio Sassi, décédé le 14 septembre 2014. 
Le 15 juin 2022, il est remplacé par Domenico Soliman (pt).
Actuellement, il a terminé son doctorat en communication et sémiotique de l'Université pontificale catholique de São Paulo.
Le 14 septembre 2022, le pape François le nomme évêque de Campo Limpo; le 29 septembre suivant, il est nommé membre du Dicastère pour la communication.